# Gás de combustão

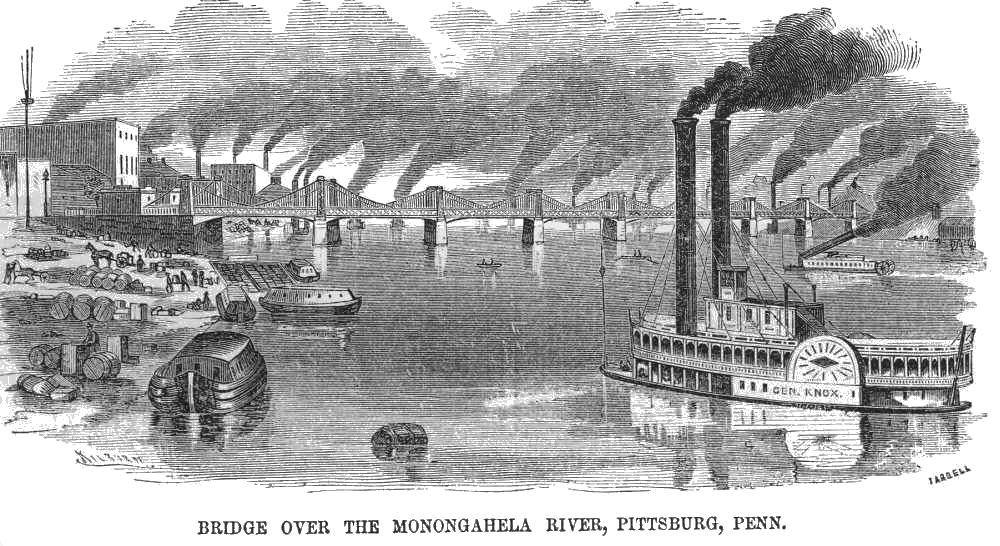
Pittsburgh retratado em plena revolução industrial.

O gás de combustão (às vezes chamado de fumaça de exaustão) é o gás que emana das instalações de combustão e contém os produtos de reação do combustível e do ar de combustão e de substâncias residuais, como material particulado (poeira), óxidos de enxofre, óxidos de nitrogênio e monóxido de carbono.
A quantidade total de gás de combustão úmido gerado pela combustão de carvão é apenas 10% maior que o gás de combustão gerado pela combustão de gás natural (a proporção de gás de combustão seco é maior).